# Werther's Original
Werther's Original eller Werther's ægte, er navnet på et karamelmærke der stammer helt tilbage fra 1903. Brandet Werther's Original ejes af den tyske slikproducent August Storck. 
Werther's Original er kendt over hele verden under forskelige navne, og markedsføres i mere end 80 lande ved hjælp af nostalgiske tv-reklamer, der er oversat til godt 30 sprog.